# Linköpingsskatten

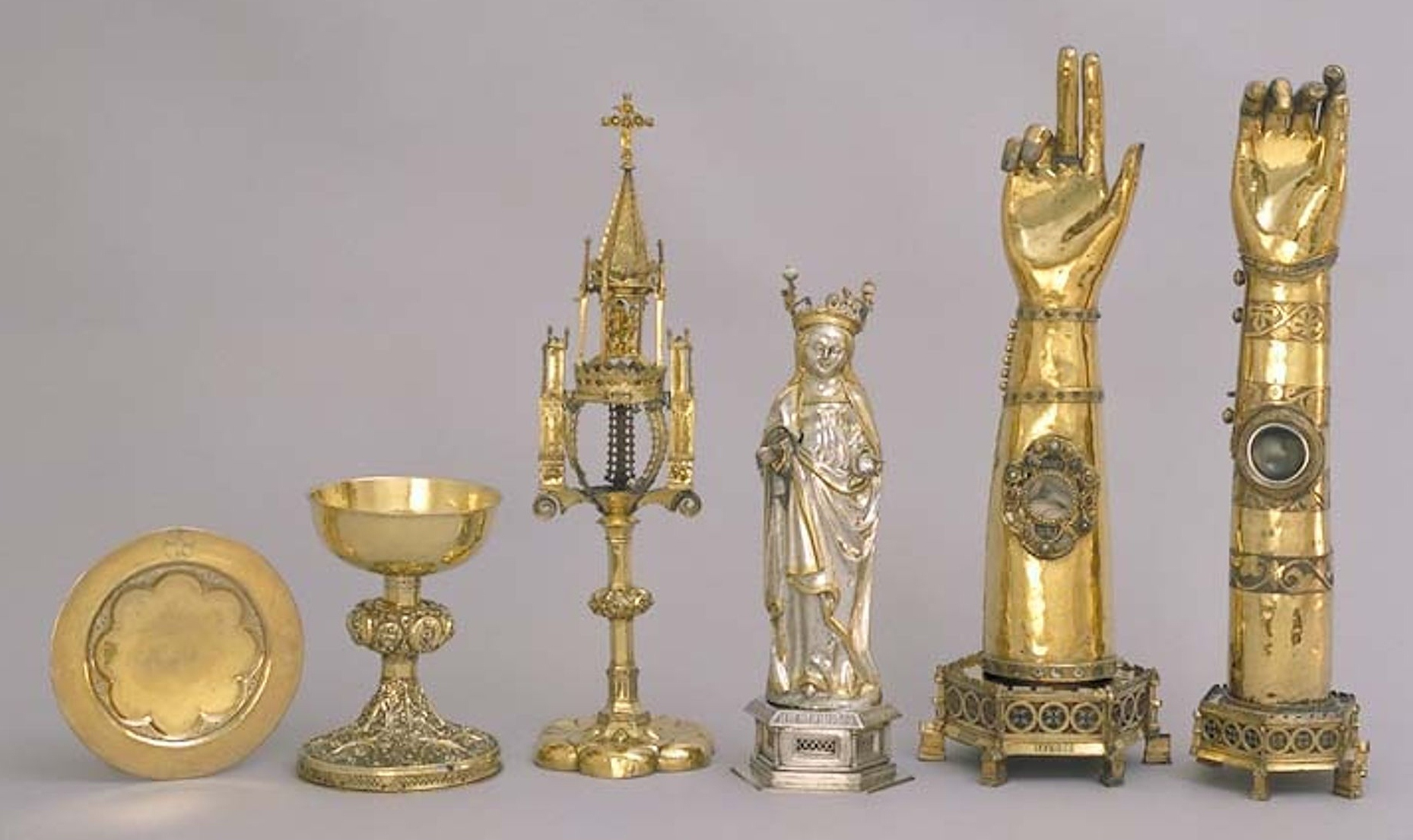
Linköpingsskatten med Heliga Birgittas relikvarium längst till höger.

Linköpingsskatten består av ett antal medeltida silverföremål; en kalk och en paté från mitten av 1200-talet samt fyra relikvarier, enligt sägnen med reliker efter Sankta Katarina, Sankt Eskil och Heliga Birgitta. Skatten hittades på 1676 i en åker utanför Linköping. När skatten grävdes ned är inte klarlagt. Enligt en uppgift ska den ha begravts under Nordiska sjuårskriget, möjligen 1567. Enligt en annan uppgift grävdes den ned då Gustav Vasa drog in kyrksilvret till kronan. Föremålen hör till de första som löstes in av staten för att bevaras som nationalklenoder.
Linköpingsskatten finns i dag på Historiska museet i Stockholm.